# Trevor Whymark
Trevor Whymark, né le 4 mai 1950 à Burston (Angleterre) et mort le 31 octobre 2024, est un footballeur anglais, qui joue au poste d'attaquant à Ipswich Town et en équipe d'Angleterre.
Whymark ne marque aucun but lors de son unique sélection avec l'équipe d'Angleterre en 1977.

## Carrière
- 1969-1979 : Ipswich Town
- 1979 : Sparta Rotterdam
- 1979 : Derby County
- 1979-1980 : Whitecaps de Vancouver
- 1980-1984 : Grimsby Town
- 1984-1985 : Southend United
- 1985 : Peterborough United
- 1985 : Colchester United  [2]

## Palmarès

### En équipe nationale
- 1 sélection et 0 but avec l'équipe d'Angleterre en 1977.

### Avec Ipswich Town
- Vainqueur de la Texaco Cup en 1973.

### Avec les Whitecaps de Vancouver
- Vainqueur de la North American Soccer League en 1979.